# Исаев, Ураз Джанзакович
Ураз Джанзакови́ч Иса́ев (28 мая 1899, аул № 4, Карасуйская волость, Лбищенский уезд, Уральская область — 29 августа 1938, Москва) — советский, казахстанский государственный деятель, председатель Совнаркома Казахской АССР-ССР (1929—1938). Входил в состав особой тройки НКВД СССР. Расстрелян в 1938 году, реабилитирован посмертно.

## Биография
Из казахской семьи. Окончил 2-классное начальное русско-казахское училище. Член РКП(б) с 1920 г.
До 1918 г. работал писарем Челкарской земской управы (Уральская область).
- 1919 г. — в Уральской уездно-городской рабоче-крестьянской милиции,
- 1919 г. — инструктор Лбищенского уездного революционного комитета (Уральская область),
- 1919—1920 гг. — член, секретарь аульного Совета, секретарь, заместитель председателя исполнительного комитета Челкарского волостного Совета, организатор Лбищенского волостного комитета РКСМ (Уральская область),
- 1920—1921 гг. — уполномоченный уездного профсоюзного Бюро, инспектор, вр. и. д. заведующего Джамбейтинским уездным отделом труда (Уральская губерния),
- 1921 г. — уполномоченный Джамбейтинского политическом бюро ВЧК,
- 1921—1922 гг. — оперативный уполномоченный Уральской губернской ЧК,
- 1922—1923 гг. — ответственный инструктор Уральского губернского комитета РКП(б),
- 1923—1924 гг. — ответственный секретарь Джамбейтинского уездного комитета РКП(б),
- август-октябрь 1924 г. — заместитель председателя Казакской краевой контрольной комиссии РКП(б), заместитель народного комиссара рабоче-крестьянской инспекции Казакской АССР,
- 1924—1925 гг. — секретарь ЦИК Казакской АССР,
- апрель-октябрь 1925 г. — заместитель председателя Казакской краевой контрольной комиссии РКП(б), заместитель народного комиссара рабоче-крестьянской инспекции Казакской АССР,
- 1925—1927 гг. — заместитель заведующего организационно-инструкторским Казакского краевого комитета РКП(б)-ВКП(б), заведующий административно-культурной секцией Народного комиссариата рабоче-крестьянской инспекции Казакской АССР,
- 1927—1928 гг. — заведующий организационным, организационно-распределительным отделом Казакского краевого комитета ВКП(б),
- 1927—1928 гг. — член Секретариата Казакского краевого комитета ВКП(б),
- 1928—1929 гг. — второй секретарь Казакского краевого комитета ВКП(б),
- 1929—1938 гг. — председатель Совета Народных Комиссаров Казахской АССР и Казахской ССР. Этот период отмечен вхождением в состав особой тройки, созданной по приказу НКВД СССР от 30.07.1937 № 00447[4] и активным участием в сталинских репрессиях[5].

В августе 1932 года открыто обратился с письмом к Сталину, возражая против непродуманной политики коллективизации под руководством Ф.И. Голощекина, повлёкшей голод и ужасные бедствия для казахского народа. Данное обращение к Сталину председателя СНК республики Исаева и письмо заместителя председателя СНК РСФСР Турара Рыскулова повлекли за собой изменения в политике по отношению к казахскому народу. 17 сентября 1932 года Сталин подписал постановление ЦК ВКП(б) «О развитии животноводства Казахстана».
26 января—10 февраля 1934 года делегат XVII съезда ВКП(б) с решающим голосом от КП(б) Казакстана.
В срок исполнения должности председателя Совнаркома Казакской АССР за его подписью было издано постановление от 5 февраля 1936 года, согласно которому было искажено обозначение казакской нации, именование казак изменили на казах.
Кандидат в члены ЦК ВКП(б) (1930—1937), с октября 1937 г. — член ЦК ВКП(б). Переведён из кандидатов в члены ЦК ВКП(б) Постановлением пленума ЦК ВКП(б) № 11 от 12 октября 1937 член Президиума ЦИК СССР (1935—1938), кандидат в члены Президиума ЦИК СССР (1929—1935). Депутат Верховного Совета СССР.
До ареста проживал : г. Алма-Ата, проспект Сталина, д.107.
В мае 1938 года был вызван в Москву, 31 мая 1938 г. был арестован ГУГБ НКВД СССР. Внесен в Сталинский расстрельный список  от 20 августа 1938 г. (список № 1) по 1-й категории («за» Сталин, Молотов). Приговорён Военной коллегией Верховного суда СССР к расстрелу 29 августа 1938 г. по обвинению в «участии в контрреволюционной террористической организации», и в тот же день расстрелян вместе с группой осужденных фигурантов Сталинских расстрельных списков (К. В. Косиор, Т. Р. Ворошилов, Н. П. Виноградский и др.). Место захоронения - спецобъект НКВД «Коммунарка». 19 мая 1956 г. посмертно реабилитирован ВКВС СССР.
Исаев в числе первых казахов был награждён орденом Ленина. При нём получили развитие экономика, культура, искусство в Казахской Советской Социалистической Республике. Положил начало индустриального развития Казахстана, при его руководстве построены предприятия «Эмбанефть», Карагандинский угольный бассейн, Балхашский, Карпаксайский, Жезказганский, Лениногорский, Зыряновский медеплавильные заводы. При Исаеве развивались отечественная наука, искусство, была ликвидирована неграмотность среди населения, открывались начальные и средние школы. Под его непосредственным руководствам был осуществлён переезд столицы молодой республики из Кызыл-Орды в Алматы.
Был построен театр оперы и балета имени Абая. Мухтар Ауэзов вспоминал: «В 1930 году я вышел из Тастакской тюрьмы. Но меня ожидала новая трагедия. На мои пьесы наложили запрет. Мол, Ауэзов — один из вождей Алашординской партии, его творения могут отравить молодежь». Помог великому романисту Исаев. Не убоявшись гнева вышестоящих руководителей, Ураз Джанузакович пошёл навстречу опальному Ayэзову. «Мухтар, — сказал он, — ваши пьесы я читал. Ваш „Енлик-Кебек“ я прочёл трижды. В мире лирики она не имеет равной себе. По-моему, даже пьесы Шекспира и Пушкина уступают вашим…». Благодаря Исаеву получили всесоюзную известность акын Жамбыл Жабаев, художник Абылхан Кастеев, артисты театра оперы и балета Канабек и Куляш Байсеитовы. Жамбыл Жабаев не владел грамотой, так что вполне возможно, что его знали бы только у себя в республике, как акына. Исаев распорядился, чтобы к Жамбылу приставили пять литературных секретарей, назначив последним неплохие по тем временам оклады. Поэтому время от времени разгораются в нашем обществе, когда кому-то хочется поставить под сомнение талант Жамбыла, дискуссии вокруг Ураза Исаева. Но именно время все поставило на свои места… В 1936 году в Москве под руководством Ураза Исаева прошла первая Декада литературы и искусства Казахстана. В тот год московские зрители увидели постановку «Кыз-Жибек», в которой играли Канибек Байсеитов (Тулеген) и Куляш Байсеитова (Кыз-Жибек). На сцене разбили большую белую юрту. Тулеген выехал на белом коне. Кыз-Жибек была в превосходном национальном костюме, украшенном бриллиантами. А когда Байсеитова исполнила арию «Ак-ку», вызвав у московских зрителей восторг и восхищение, вылившиеся в продолжительные овации, стало понятно, что это успех. Декада литературы и искусства Казахстана получила самую высокую оценку кремлёвских вождей. Здесь же можно вспомнить историю одарённого художника-самоучки Абильхана Кастеева, работавшего дворником. Если бы не протекция Ураза Исаева, о Кастееве сегодня никто бы не слышал. Ураз Исаев отправил Кастеева на стажировку в Москву учиться у известных российских художников. Вместе с ним отправилась в качестве переводчика Анна Никитовна Фурманова, жена известного Чапаевского комиссара, прекрасно владевшая казахским языком. Ей была установлена зарплата. Все расходы по стажировке Кастеева взял на себя Совет народных комиссаров Казахской ССР. Ему оплачивали проезд, проживание в гостиницах. Позже Исаев скажет Кастееву: «Главное, что ты окончил российскую художественную академию. А диплома я от тебя не требую». Так бывший дворник Кастеев стал признанным у себя на родине живописцем. Он был первым художником-казахом, получившим профессиональное образование.

## Семья
Жена — Есова Сара Сатпаевна (1903—1984).
1929-32 гг. председатель центрального правления Союза работников просвещения (ЦП рабпрос).
После реабилитации (1956) — директор Центрального государственного музея Казахстана.
Старший сын, Нурлан Уразович (1930—1982) — физик-ядерщик, работал в Институте ядерной физики, заведовал лабораторией, рано ушёл из жизни.
Младший сын, Бекет Уразович (1936), доцент, кандидат биологических наук, гистолог, был проректором, деканом ветеринарного факультета зооветеринарного института, заведующим кафедрой гистологии. Жена Бекета, Жиренчина Куляим, доцент химического факультета КазНУ, дочь известного историка-абаеведа, учёного, писателя и общественного деятеля Абусагита Жиренчина, одного из первых директоров Центрального государственного музея.

## Награды
Награждён орденом Ленина (1935) — за выдающиеся успехи в области сельского хозяйства и за перевыполнение государственных планов по сельскому хозяйству.

## Память
В городе Алматы есть улица, названная именем Ураза Исаева.
В городе Уральск есть улица, названная в честь Ураза Исаева.
В Алматинской области есть село названная в честь Ураза Исаева.